# Aidanosagitta oceania
Aidanosagitta oceania är en djurart som tillhör fylumet pilmaskar, och som först beskrevs av Grey 1930.  Aidanosagitta oceania ingår i släktet Aidanosagitta och familjen Sagittidae. Inga underarter finns listade i Catalogue of Life.